# Indomyzus sensoriatus
Indomyzus sensoriatus är en insektsart. Indomyzus sensoriatus ingår i släktet Indomyzus och familjen långrörsbladlöss. Inga underarter finns listade i Catalogue of Life.